# Objeto de Hoag
El Objeto de Hoag (PGC 54559) es una galaxia atípica del tipo conocido como galaxia anular. Su aspecto ha fascinado tanto a astrónomos aficionados como a profesionales desde que fue descubierta por Art Hoag en 1950. Está situada a unos 600 millones de años luz (±7 millones de años luz) en la constelación de la Serpiente.
El Objeto de Hoag aparece como un anillo casi perfecto de estrellas jóvenes azules rodeando un núcleo de estrellas amarillas más viejas. El hueco existente entre el anillo y el núcleo es realmente transparente, ya que puede verse otra galaxia anular al fondo en la posición 01:00 (una en punto). No obstante, se piensa que puede contener cúmulos estelares demasiado débiles para ser vistos.
Muchos de los detalles de esta galaxia permanecen sin esclarecer, el principal de ellos es cómo llegó a formarse. Generalmente las galaxias anulares se forman por la colisión entre una galaxia pequeña y otra mayor con forma de disco. Esta colisión produce una onda de densidad que conduce a la formación del anillo. Sin embargo, no existen indicios de una segunda galaxia, y además el núcleo del Objeto de Hoag tiene una velocidad muy baja en relación con el anillo, lo que parece descartar esta hipótesis.
Como alternativa, se ha sugerido que el Objeto de Hoag puede ser el producto de una "inestabilidad extrema de la barra" que tuvo lugar hace unos pocos miles de millones de años en una galaxia espiral barrada, aunque algunos autores han objetado que el núcleo del objeto es esférico y no tiene forma de disco.
Finalmente se ha propuesto que la galaxia que vemos hoy es el resultado de una colisión en donde una galaxia capturó a otra hace 2000 o 3000 millones de años, un proceso que se asemeja a la formación de galaxias anulares polares.

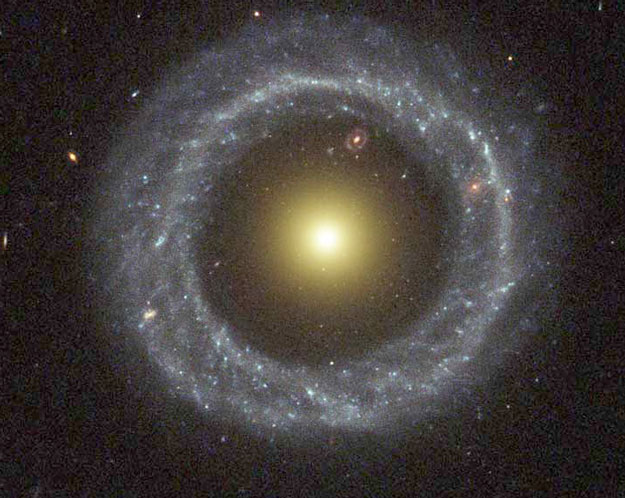
PGC 54559 (Objeto de Hoag).